# Woody Sauldsberry
Woody Sauldsberry (Winnsboro, 11 de julho de 1934 — Baltimore, 3 de setembro de 2007) foi um ex-jogador de basquete norte-americano que foi campeão da Temporada da NBA de 1965-66 jogando pelo Boston Celtics.